# MED10
MED10‏ (Mediator complex subunit 10) هوَ بروتين يُشَفر بواسطة جين MED10 في الإنسان.

## الوظيفة
Med10 هو أحد مكونات مجمع الوسيط، وهو منشط مشارك لعوامل ربط الحمض النووي التي تنشط النسخ عبر بوليميراز الرنا II.